# Husby, Munsö

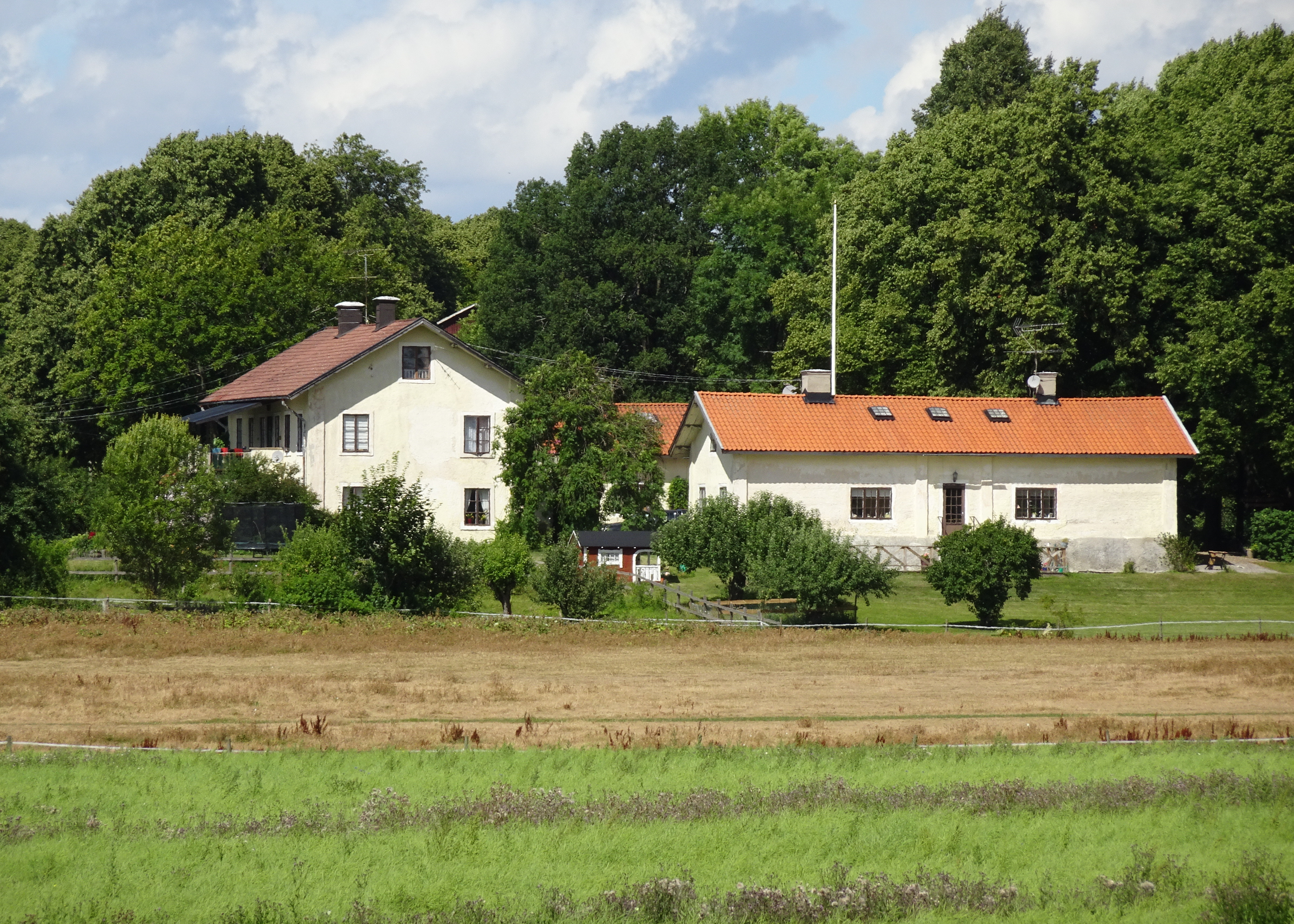
Huvudbyggnad och södra flygeln, 2016

Husby är en gård på Munsön i Munsö socken, Ekerö kommun. I anslutning till gården ligger ett gravfält med Björn Järnsidas hög. Strax sydost om gården ligger Husby naturreservat.

## Historia

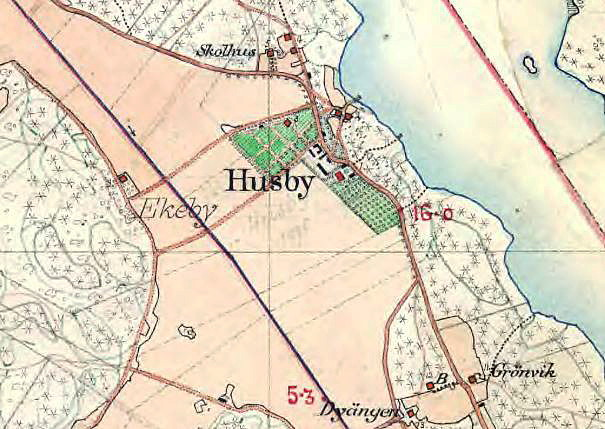
Husby, Häradsekonomiska kartan 1901.

Husby omtalas i skriftliga handlingar första gången 1281 ('apud Husaby in Wingru') då Bengt Birgersson pantsatte 13 öresland i Husby till Uppsala domkyrka. Biskop Israel Erlandsson i Västerås skänkte 1327 4 örtugsland i Husby till ärkebiskopsbordet. Byn hörde fram till 1548 till Färentuna socken, men överfördes sedan till Munsö. Under 1500-talet fanns här 2 mantal kronojord, 4 mantal tillhöriga Vårfruberga kloster (från 1500-talet frälse och kronojord) samt 3 mantal frälse.
År 1649 gjordes Husby till säteri åt Bengt Skytte. Stora delar av godset indrogs under reduktionen. 1726 var Elias Gavelius, adlad Adelstierna ägare till säteriet, som 1772 tillföll släkten Bäck och Wallöf. Under 1800-talet anlades här en lastageplast och brygga för ångbåtstrafiken på Mälaren. På 1860-talet lydde 1 1/8 mantal i Ekeby, 1 mantal i Sätra samt 14 torp under Husby.

På 1880-talet avsöndrades Österås gård som byggdes upp invid det gamla torpet Gåsnäs. Österås gårds areal uppgår till cirka 100 ha åker och cirka 50 ha skog.
Husby gårds nuvarande huvudbyggnad med två fristående flyglar mot öster härrör från omkring år 1700.
Dagens Björn Järnsidas väg är den gamla landsvägen över Munsön som ännu på 1950-talet gick förbi öster om huvudbyggnaden. Vid gårdsbebyggelsen är den kantad av gamla lindar, planterade som en allé. Här sträcker sig idag vandringsleden Ekerö-Munsöleden . Den gamla allén ersattes på 1960-talet av nuvarande Länsväg AB 816 längre västerut.

## Bilder

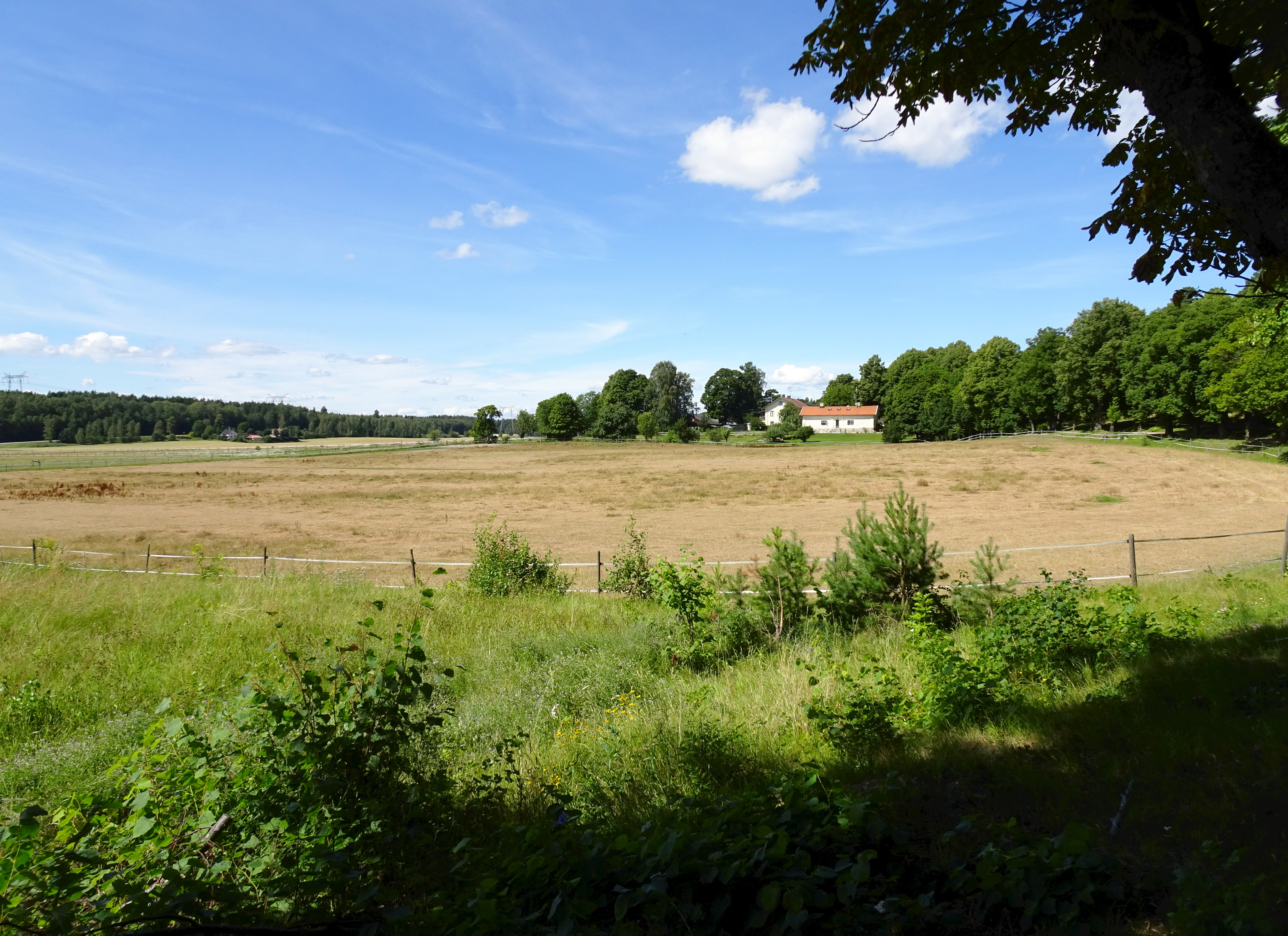
Kulturlandskapet söder om gården
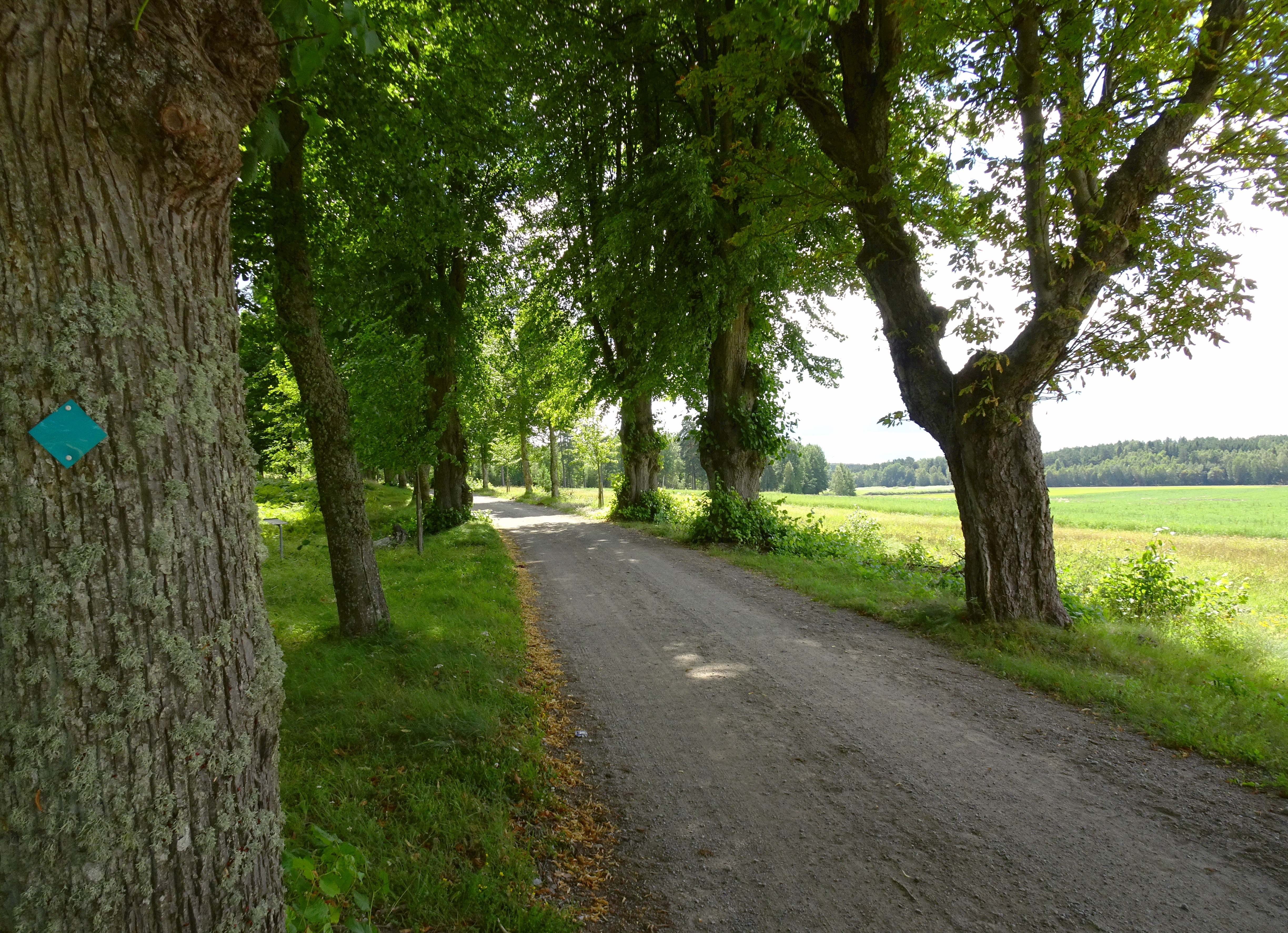
Gamla landsvägen, nuvarande Björn Järnsidas väg
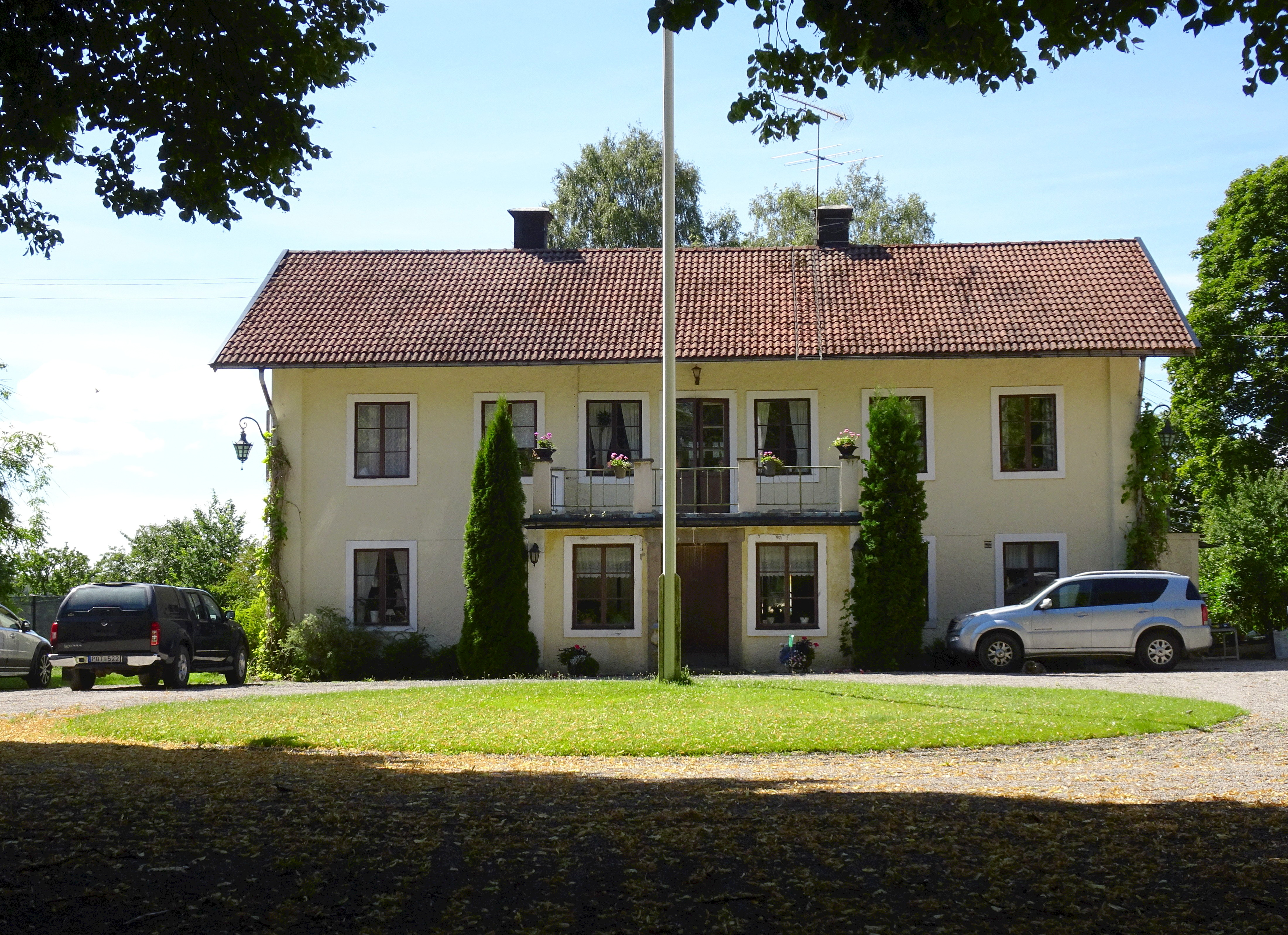
Huvudbyggnaden
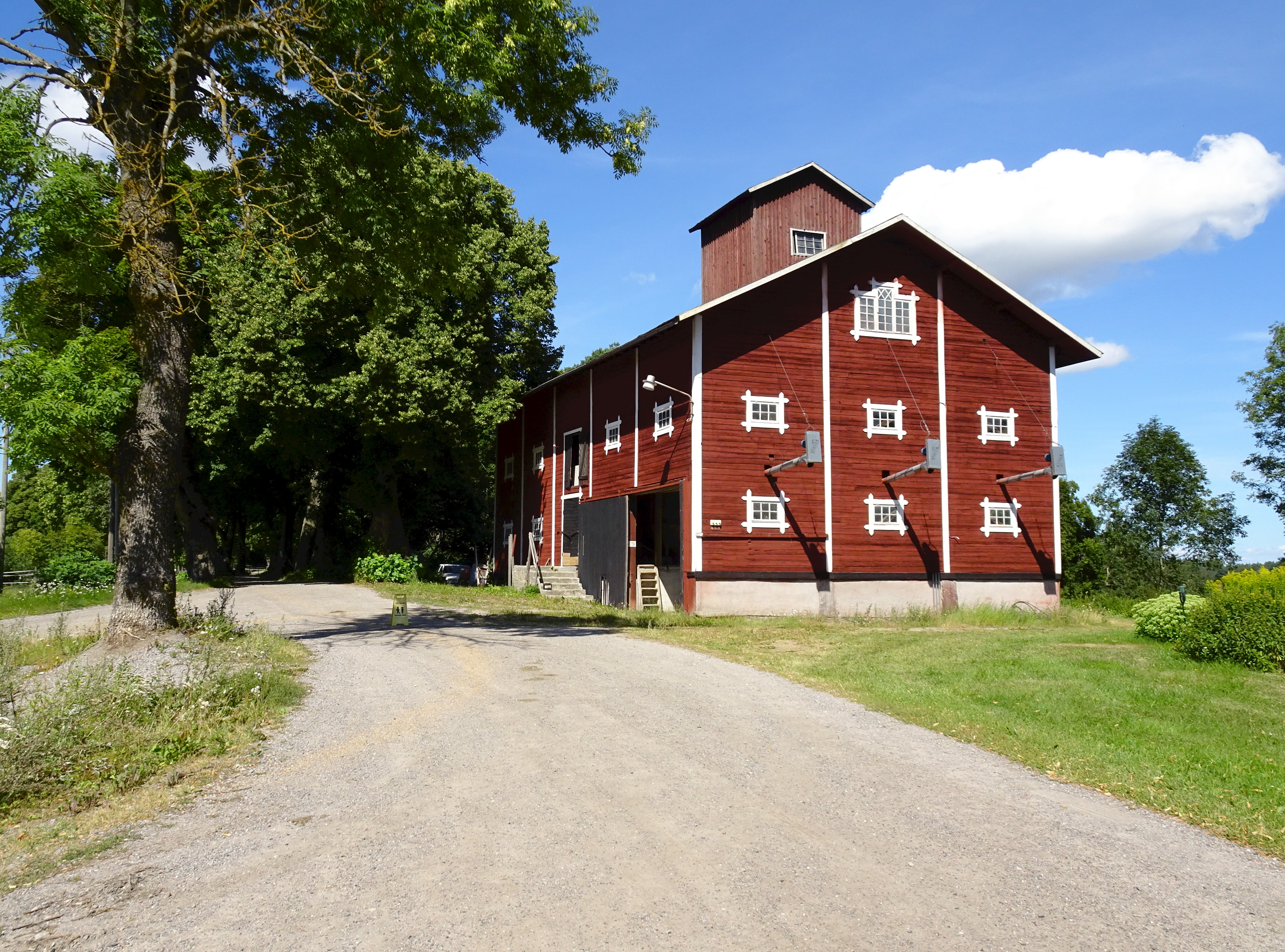
Gårdens magasin vid Björn Järnsidas väg
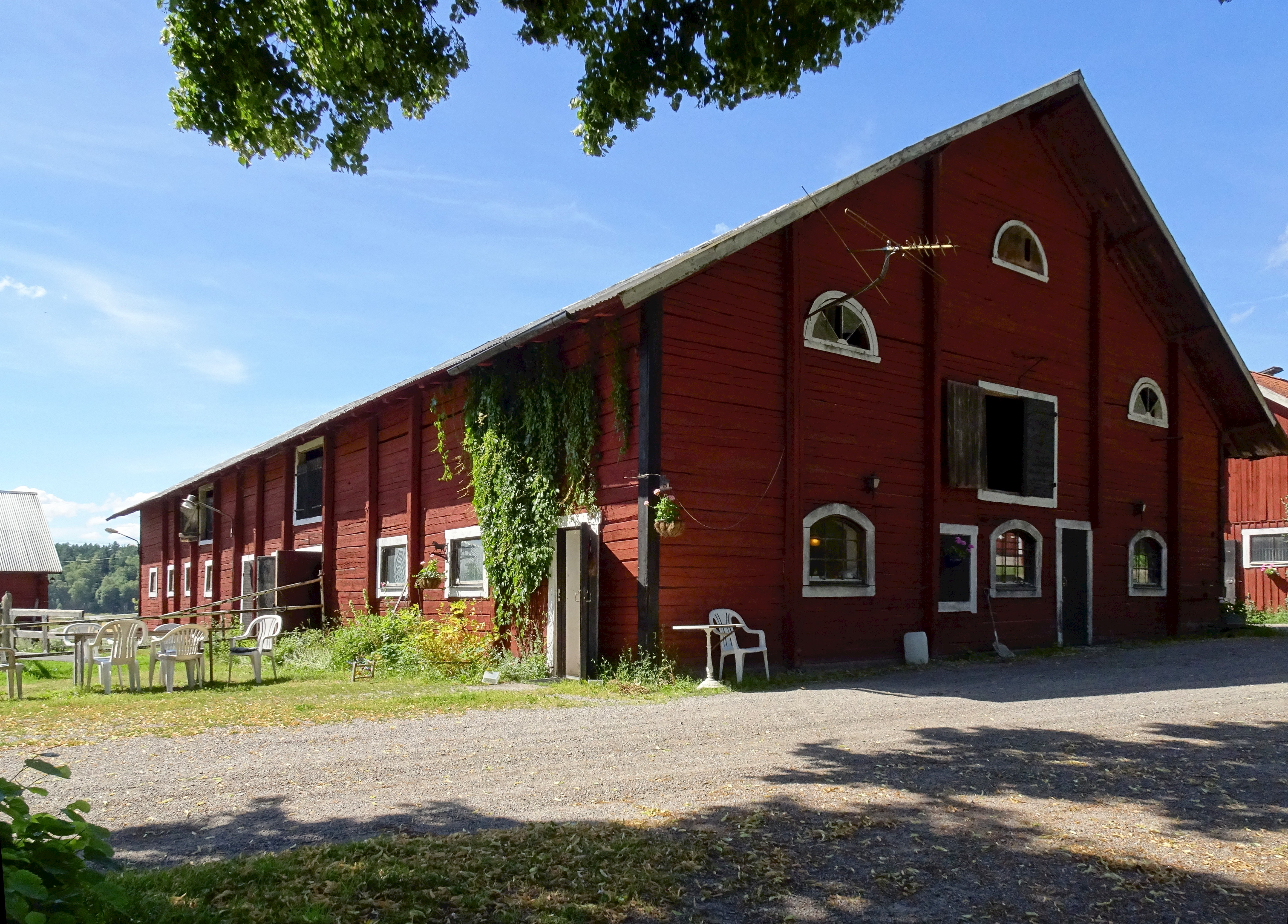
Gårdens lada